# Кирца (Харгіта)
Кирца (рум. Cârța) — село у повіті Харгіта в Румунії. Адміністративний центр комуни Кирца.
Село розташоване на відстані 233 км на північ від Бухареста, 17 км на північ від М'єркуря-Чука, 96 км на північ від Брашова.

## Населення
За даними перепису населення 2002 року у селі проживали 1038 осіб.
Національний склад населення села:
| Національність | Кількість осіб | Відсоток |
| -------------- | -------------- | -------- |
| угорці         | 1025           | 98,7%    |
| румуни         | 13             | 1,3%     |

Рідною мовою назвали:
| Мова      | Кількість осіб | Відсоток |
| --------- | -------------- | -------- |
| угорська  | 1025           | 98,7%    |
| румунська | 13             | 1,3%     |